# Helix lucorum
Espèce

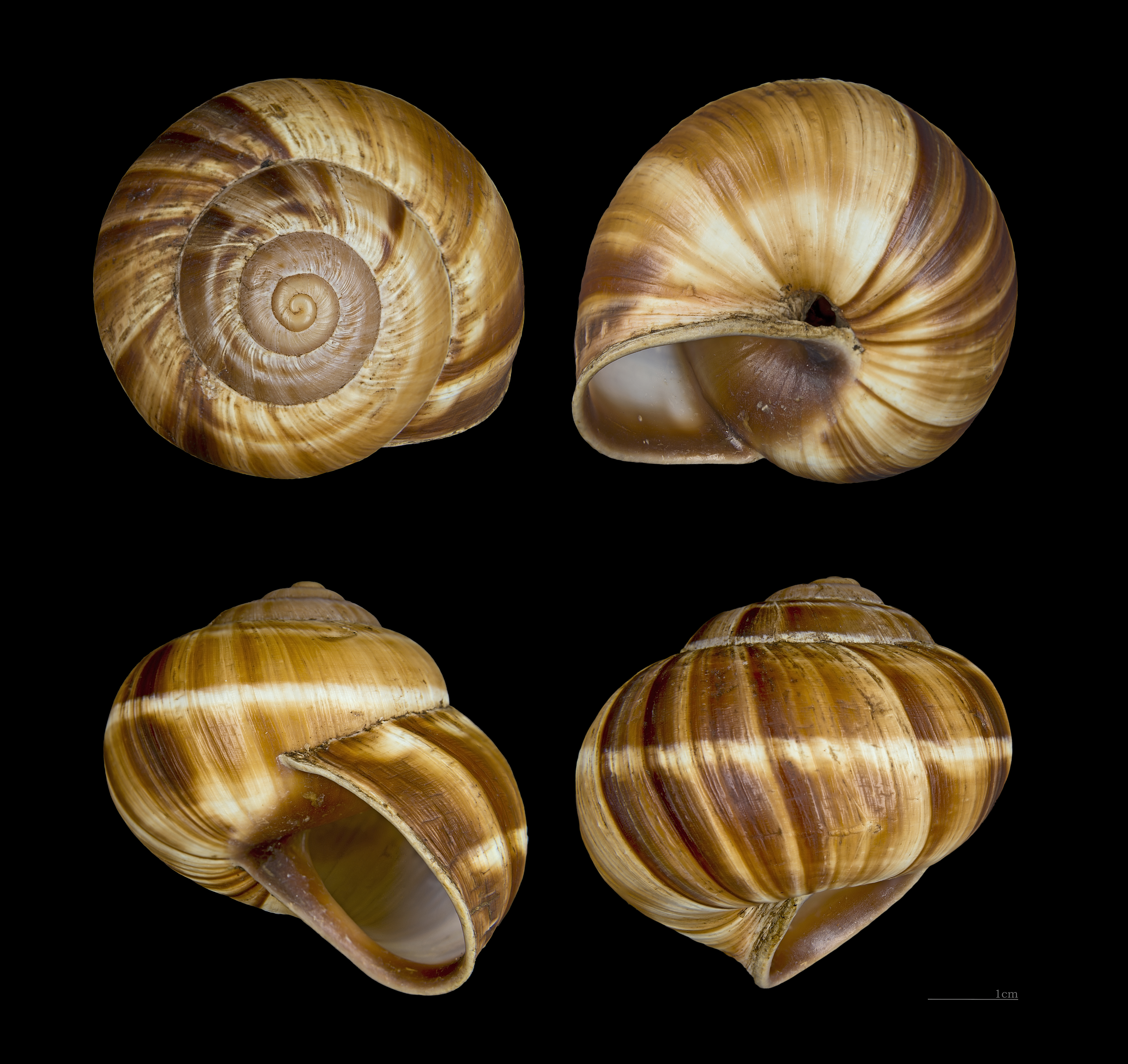
Helix lucorum - Muséum de Toulouse

Helix lucorum est une espèce d'escargots (des gastéropodes terrestres) de la famille des Helicidae et du genre  Helix. Il est originaire des Balkans ou de Turquie. Il est souvent vendu, à tort, comme escargot de Bourgogne. La grande variabilité des stries sur la coquille n'est pas un critère fiable de reconnaissance.

## Historique et dénomination
L'espèce Helix lucorum a été décrite par le naturaliste suédois Carl von Linné en 1758.

### Synonymie
- Helix anaphora Westerlund, 1889
- Helix annosa Mascarini, 1892
- Helix atrocincta Bourguignat, 1883
- Helix candida Mascarini, 1892
- Helix elongata Bourguignat, 1860
- Helix nigrozonata Bourguignat, 1883
- Helix presbensis Kobelt, 1905
- Helix rypara Bourguignat, 1883
- Helix straminea Briganti, 1825
- Helix straminiformis Bourguignat, 1876
- Helix virago Bourguignat, 1883
- Helix yleobia Bourguignat, 1883

### Nom vernaculaire
- Escargot turc

## Description
L'escargot turc est un gastéropode pulmoné de grandes dimensions (35 à 40 mm), à coquille globuleuse et épaisse.
La spire est brève et déprimée avec rapport hauteur/diamètre inférieur à 1.
L'ombilic est généralement oblitéré ou presque entièrement couvert d'un épais et calleux revers columellaire du péristome. L'ouverture large a une forme ovale à ronde, en vision latérale elle apparaît oblique. Le péristome est interrompu, visiblement renforcé à l'intérieur et plus ou moins réfléchi. La superficie est souvent luisante. Des arrêts de croissance produisent des traits axiaux brun intense ; la sculpture est faite de stries axiales obliques et inégales. La coloration blanche de fond est généralement limitée à la bande suturale, à une manchette posée sur l'arrière de l’ultime tour et à une demi-lune péri-ombilicale ; les vastes bandes brunes contrastent nettement avec les parties claires. L'intensité des bandes est très variable, leurs couleurs peuvent aller d'un marron orangé à un marron très sombre, presque noir. La coloration de la callosité du bord columellaire s'étend intérieurement en une vaste tache brun-châtain ou brun intense, une analogue coloration correspond à l'épaississement calleux de l'arc labial. Il existe, de toute façon, des variantes aux caractéristiques typiques : coloration moins contrastée, double bande blanche sub-suturale, spire élevée, coquille légère.
L'animal a un pied vaste de couleur gris-verdâtre à marron, parfois peuvent être présentes deux bandes plus sombres qui de la partie dorsale antérieure arrivent jusqu'à moitié de la longueur du corps.

## Biotope
Cette espèce vit principalement en altitudes moyennes et basses, exceptionnellement à des endroits élevés (jusqu'à 1600 m). Est présente surtout en biotopes arborés d’arbustes à larges feuilles mûris ou de cèdres, et en berges, se retrouve communément même le long des haies en marges de lieux cultivés, dans les creux de murets et de murs rocheux.